# پرنده‌دنبان
پرنده‌دنبان (نام علمی: Ornithurae) نام یک کلاد از رده پرنده است.